# بروك سويت
بروك سويت (من مواليد Brooke Youngquist ؛ 27 مارس 1986) لاعبة كرة طائرة شاطئ أمريكية محترفة، بدأت حياتها المهنية في عام 2007 بجولات رابطة محترفي الكرة الطائرة. حصلت سويت على أفضل ما لديها على الإطلاق على المستوى الدولي (FIVB) مع شريكها آنذاك جنيفر فابما، عندما احتلت المركز الثالث في بطولة برلين جراند سلام لعام 2013.

## روابط خارجية
- بروك سويت على موقع الاتحاد الدولي beach volleyball database (الإنجليزية)
- بروك سويت على موقع قاعدة بيانات الكرة الطائرة الشاطئية (الإنجليزية)
- بروك سويت على موقع اللجنة الأولمبية الدولية (الإنجليزية)
- بروك سويت على موقع أوليمبيديا (الإنجليزية)
- بروك سويت على موقع اللجنة الأولمبية والبارالمبية الأمريكية (الإنجليزية)